# Brian Eno
Brian Peter George St. John le Baptiste de la Salle Eno (* 15. května 1948 Woodbridge, Anglie), známý jako Brian Eno, je anglický hudebník, hudební producent, skladatel a teoretik. Mimo sólových nahrávek proslul jako úspěšný producent (Talking Heads, Devo, David Bowie, U2). Občas bývá označován jako „otec ambientu“.
V letech 1976–1979 spolupracoval s Davidem Bowiem na jeho „berlínské trilogii“ zahrnující alba Low, Heroes a Lodger. Jeho jméno bylo nadlouho spojeno se jmény jako Harold Budd, John Cale, Cluster, Robert Fripp a David Byrne. Produkoval tři desky Talking Heads včetně Remain in Light, pět alb U2, dále pomáhal anglické skupině James, Laurie Anderson a společně s Markusem Dravsem, Jonem Hopkinsem a Rikem Simpsonem produkoval alba skupiny Coldplay Viva la Vida or Death and All His Friends a Mylo Xyloto.

## Rocková období
První experimentální nahrávky vznikly se skupinami Merchant Taylor's Simultaneous Cabinet, Maxwell Demon a Scratch Orchestra. V roce 1969 s přišel do Londýna, kde se v roce 1971 stal členem skupiny Roxy Music. Se skupinou nahrál dvě studiová alba, Roxy Music (1972) a For Your Pleasure (1973). Krátce po dokončení druhého alba Eno ze skupiny po hádkách se zpěvákem Bryanem Ferrym odešel. V roce 2002 však hrál na jeho sólovém albu Frantic. V roce 2006 se objevily informace, že by se měl účastnit reunionu skupiny Roxy Music, on sám to však popřel.
V září 1973 začal nahrávat své první album, které vyšlo v lednu následujícího roku pod názvem Here Come the Warm Jets. Ještě ve stejný rok vydal druhé album Taking Tiger Mountain (By Strategy), které stejně jako první produkoval on sám a opět vyšlo u vydavatelství Island Records. Na obou albech se podílel i jeho dřívější spoluhráč z Roxy Music, kytarista Phil Manzanera a na prvním z nich i saxofonista Andy Mackay.
V roce 1975 vydal album Another Green World, tentokrát spoluprodukované s Rhettem Daviesem. Další album, nazvané Before and After Science, vydal až koncem roku 1977. O produkci se opět staral on spolu s Daviesem a album vyšlo u Polydor Records. Následně se začal věnovat produkování alb a vydávání ambientní hudby. S dalším albem nazvaným Nerve Net přišel v roce 1992 a následovalo opět odmlčení. V roce 2005 vydal album Another Day on Earth, po dlouhé době opět s více rockovými skladbami a jeho zatím poslední takové album.

## Ambientní období
První čistě ambientní album Eno nazval Discreet Music a vydal jej u vydavatelství E.G. Records koncem roku 1975. O tři roky později následovalo album Ambient 1: Music for Airports (1978), na něž navázala alba Music for Films (1978), Ambient 2: The Plateaux of Mirror a Ambient 3: Day of Radiance, Ambient 4: On Land (1982), More Music for Films a Apollo: Atmospheres and Soundtracks (1983), Thursday Afternoon (1985), Music for Films III (1988), Textures (1989), The Shutov Assembly (1992), Neroli (1993), The Drop, Music for White Cube a Lightness: Music for the Marble Palace (1997), I Dormienti a Kite Stories (1999), Music for Civic Recovery Centre (2000), Compact Forest Proposal (2001), January 07003: Bell Studies for the Clock of the Long Now (2003) a LUX (2012).
V roce 2010 nahrál spolu s Leo Abrahamsem a Jonem Hopkinsem ambientní album Small Craft on a Milk Sea, na které v následujícím roce navázala dvojdílná spolupráce s básníkem Rickem Hollandem Drums Between the Bells a Panic of Looking.

## Spolupráce

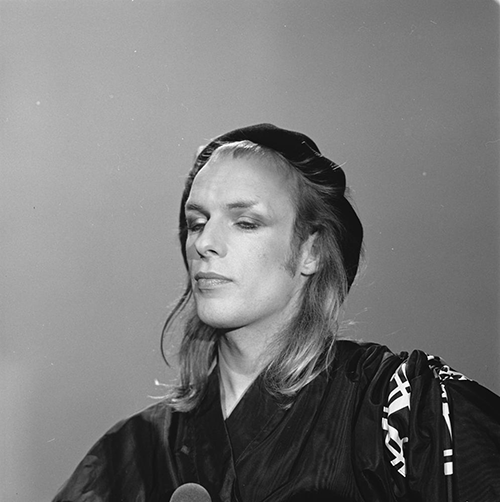
Brian Eno v roce 1974

V roce 1973 vydal album (No Pussyfooting) společně s vůdcem skupiny King Crimson, kytaristou Robertem Frippem. V roce 1975 na album navázala druhá společná spolupráce Evening Star a po dalších třiceti letech pak poslední společné album The Equatorial Stars. V roce 2008 vyšla kompilace jejich dříve nevydaných nahrávek z let 1992–2006 pod názvem Beyond Even (1992–2006). V roce 1981 spojil síly s frontmanem skupiny Talking Heads, se kterým rovněž pracoval jako producent, Davidem Byrnem, aby spolu nahráli album My Life in the Bush of Ghosts. V roce 2008 pak dvojice vydala další společné album Everything That Happens Will Happen Today. V sedmdesátých letech hrál také na několika sólových albech multiinstrumentalisty Johna Calea, což vyústilo v jejich společné album Wrong Way Up z roku 1990. V roce 1977 vydal společně s německou skupinou Cluster ambientní album Cluster & Eno. O rok později vydal album společné s dvěma členy skupiny, Hans-Joachim RoedeliusHans-Joachim Roedeliusem a Dieter Moebiusem nazvané After the Heat.
Hrál také na řadě dalších alb jako doprovodný hudebník. Šlo například o alba Johna Calea Fear (1974), Slow Dazzle (1975), Helen of Troy (1975) a HoboSapiens (2003). Cale se rovněž podílel na několik Enových sólových albech a v roce 1974 spolu, ještě doplněni o Kevina Ayerse a Nico nahráli koncertní album June 1, 1974. Hrál na všech albech tzv. „berlínské trilogie“ Davida Bowieho s názvy Low (1977), Heroes (1977) a Lodger (1977). Hrál také na několika albech Roberta Wyatta, například Little Red Record (se skupinou Matching Mole, 1972), Ruth Is Stranger Than Richard (1975), Shleep (1997) nebo Comicopera (2007). V roce 2013 produkoval a je spoluautorem písně „Digital Lion“ z alba Overgrown britského hudebníka Jamese Blakea.

## Producent
Mimo svá vlastní alba, která si většinou také produkoval sám, byl producentem při nahrávání řady dalších alb. V roce 1977 produkoval debut anglické skupiny Ultravox a v následujícím roce zahájil spolupráci s americkou kapelou Talking Heads, které produkoval tři z jejích alb: More Songs About Buildings and Food (1977), Fear of Music (1979) a Remain in Light (1980). V roce 1978 produkoval první řadové album skupiny Devo. Během osmdesátých let se věnoval převážně ambientní hudbě a rovněž produkoval několik ambientních alb, ale v roce 1984 zahájil dlouholetou spolupráci s irskou skupinou U2. První album, které jim produkoval bylo The Unforgettable Fire právě z roku 1984 a následovala alba The Joshua Tree (1987), Achtung Baby (1991), Zooropa (1993), All That You Can't Leave Behind (2000), How to Dismantle an Atomic Bomb (2004) a No Line on the Horizon (2009). Spolu s U2 vydal v roce 1995, skrytě pod názvem Passengers, album Original Soundtracks 1.
V roce 1989 produkoval album Words for the Dying Johna Calea. V devadesátých letech produkoval dvě alba, konkrétně Laid (1993) a Wah Wah (1996), britské skupiny James. Mezitím také album Bright Red (1994) hudebnice Laurie Anderson. Následovala opět spolupráce s James Millionaires (1999) a Pleased to Meet You (2001). V letech 2008 a 2011 produkoval dvě alba skupiny Coldplay – Viva la Vida or Death and All His Friends a Mylo Xyloto.

## Ostatní

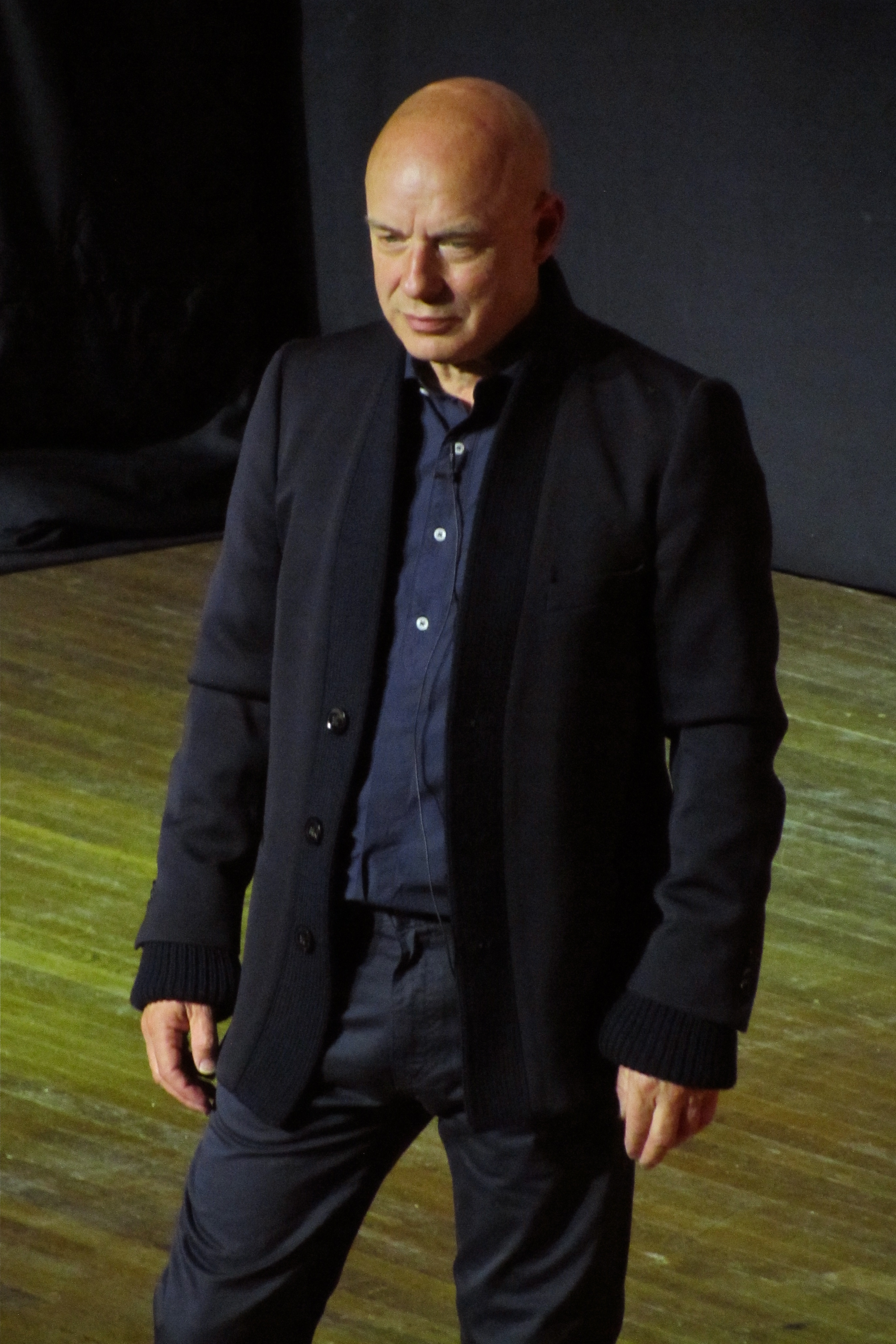
Brian Eno v roce 2011

V letech 1975–1978 byl majitelem vydavatelství Obscure Records, specializujícího-se na ambientní hudbu. V roce 1996 vydal knihu A Year with Swollen Appendices a v roce 2008 společně s Peterem Chilversem vymyslel software pro iOS nazvaný Bloom a o několik let později spolu s Chilversem představil hudební aplikaci pro iPad. Je autorem hudby k několika filmům, mezi které patří Sebastian (1976), Život je peklo (2004) nebo Pevné pouto (2009). Zahrál si rovněž menší roli v jedné epizodě seriálu Father Ted (1998) a v roce 2011 o něm byl natočen dokumentární film Brian Eno - 1971-1977: The Man Who Fell to Earth. V roce 2013 složil hudbu pro nemocnici v Sussexu.
Je autorem hudby pro mobilní telefon Nokia 8800, přičemž existovala i limitovaná deseti kusů s Enovým podpisem, které byly vydraženy v aukci a výtěžek šel na charitu. Rovněž složil uvítací melodii pro operační systém Windows 95. Rovněž složil hudbu pro počítačovou hru Spore. Spolu s Peterem Gabrielem založil projekt MUDDA na podporu digitálních hudebních technologií pro internet.
Americká skupina MGMT podle něj pojmenovala píseň na svém albu Congratulations z roku 2010.
V roce 2013 byl oceněn newyorským kulturním zařízením The Kitchen.

## Diskografie

### Roxy Music
- Roxy Music (1972)
- For Your Pleasure (1973)

### Eno / Brian Eno
- Here Come the Warm Jets (1973)
- Taking Tiger Mountain (By Strategy) (1974)
- Discreet Music (1975)
- Another Green World (1975)
- Before and After Science (1977)
- Music for Films (1978)
- Ambient 1: Music for Airports (1978)
- Ambient 4: On Land (1982)
- More Music for Films (1983)
- Thursday Afternoon (1985)
- Nerve Net (1992)
- The Shutov Assembly (1992)
- Neroli (1993)
- Glitterbug (1994, soundtrack)
- Textures (1996)
- Generative Music 1 (1996)
- The Drop (1997)
- Another Day on Earth (2005)
- 77 Million Paintings (2006)
- LUX (2012)
- The Ship (2016)
- Reflection (2017)
- ForeverAndEverNoMore (2022)

### Spolupráce
- No Pussyfooting (1973, Robert Fripp)
- June 1, 1974 (1974, Kevin Ayers, John Cale a Nico)
- Evening Star (1975, Robert Fripp)
- 801 Live (1976, Simon Phillips, Phil Manzanera, Bill MacCormick, Francis Monkman a Lloyd Watson)
- Cluster & Eno (1977, Cluster)
- After the Heat (1978, Dieter Moebius a Hans-Joachim Roedelius)
- From Ibiza (1979, Peter Sinfield)
- In a Land of Clear Colors (1979, Peter Sinfield)
- Ambient 2: The Plateaux of Mirror (1980, Harold Budd)
- Ambient 3: Day of Radiance (1980, Laraaji/Edward Gordon)
- Possible Musics (1980, Jon Hassell)
- My Life in the Bush of Ghosts (1981, David Byrne)
- Apollo: Atmospheres and Soundtracks (1983, Daniel Lanois a Roger Eno)
- Begegnungen I, II (1984/1985, a Dieter Moebius, Hans-Joachim Roedelius a Conny Plank)
- Hybrid (1985, Michael Brook a Daniel Lanois)
- The Pearl (1985, Harold Budd)
- Wrong Way Up (1990, John Cale)
- Wah-Wah (1994, James)
- The Essential Fripp & Eno (1994, Robert Fripp)
- Spinner (1995, Jah Wobble)
- Music for Onmoyoji (2000, Soundtrack, Peter Schwalm)
- Drawn from Life (2001, Peter Schwalm)
- 18 Keyboard Studies (2002, Roger Eno)
- Music For Films III (2002)
- The Equatorial Stars (2004, Robert Fripp)
- Everything That Happens Will Happen Today (2008, David Byrne)
- Drums Between the Bells (2011, Rick Holland)
- Panic of Looking (2011, Rick Holland)
- Someday World (2014, Karl Hyde)
- High Life (2014, Karl Hyde)
- Secret Life (2023, Fred Again)

### Producent
- Q: Are We Not Men? A: We Are Devo (Devo, 1978)
- More Songs About Buildings and Food (Talking Heads, 1978)
- Fear of Music (Talking Heads, 1979)
- Remain in Light (Talking Heads, 1980)
- The Unforgettable Fire (U2, 1984)
- The Joshua Tree (U2, 1987)
- Words for the Dying (John Cale, 1989)
- Laid (James, 1993)
- Zooropa (U2, 1993, společně s Flood a The Edge)
- I Feel You – Life's Too Short Mix (Depeche Mode, 1993)
- In Your Room – Apex Mix s Markusem Dravsem (Depeche Mode, 1994)
- Original Soundtracks (Passengers, 1995)
- Millionaires (James, 1999)
- Original Soundtracks (Traffic, 2000)
- Pleased to Meet You (James, 2001)
- Surprise (Paul Simon, 2006)
- Viva la Vida or Death and All His Friends společně s Markusem Dravsem, Jonem Hopkinsem a Rikem Simpsonem (Coldplay, 2008)
- No Line on the Horizon (U2, 2009)
- From Africa with Fury: Rise (Seun Kuti, 2011)
- Mylo Xyloto (Coldplay, 2011)
- Overgrown (James Blake, 2013)